# Her Name Was Lisa
Her Name Was Lisa (dt. Ihr Name war Lisa) ist ein US-amerikanischer Pornofilm aus dem Jahr 1979.

## Handlung
Ausgehend von ihrer Beerdigung wird in Rückblenden das Leben der Prostituierten Lisa beleuchtet. Eines Tages lädt der Fotograf Paul sie ein, für ihn zu posieren. Obwohl die beiden eine emotionale Bindung zueinander aufbauen, zieht Lisa aus finanziellen Gründen mit David, dem Herausgeber des Magazins, für das Paul fotografiert, zusammen. Sie wird dann jedoch von David ausgenutzt, was schließlich zu ihrem Tod führt.

## Auszeichnungen
- Der Film wurde in die XRCO Hall of Fame aufgenommen.

## Kritiken
- Cinema X Magazine: "A Phenomenal Film! A must see!"
- Hustler: "Finally a film I can rave about... Erotically Stupendous!"
- Screw Magazine: "100%! The best sex film you’ll see this year! Vanessa is dynamite!!"